# He 118 (航空機)
ハインケル He 118
ハインケル He 118
- 用途：急降下爆撃機
- 設計者：ギュンター兄弟
- 製造者：ハインケル
- 運用者： ドイツ国（ドイツ空軍）
- 生産数：15機

He 118は第二次世界大戦前にドイツの航空機メーカー、ハインケル社が試作した、レシプロ単発急降下爆撃機である。ユンカースJu 87との競作になったが、性能的に及ばず不採用となった。

## 概要
ダイブブレーキを有する本格的な急降下爆撃機の開発を進めていたドイツ空軍省は、アラド社・ハインケル社・ブローム・ウント・フォス社・ユンカース社にそれぞれ試作を命じた。ハインケル社ではHe 112戦闘機を元にして開発を進め、1935年冬には試作第1号機が完成、初飛行した。全金属製の機体に楕円形の逆ガル式の主翼を持つ単葉単発機で、フラップがダイブブレーキを兼ねていた。またHe 112同様、主脚は外側への引込式になっていた。爆弾は後部座席下の爆弾倉に搭載し、投下アームでプロペラ回転圏外に投下した。
搭載エンジンの異なる3機の試作機が製作され、1936年春からテストが開始された。6月にはユンカースJu 87との比較審査が行われたが、安定した急降下性能を示したJu 87に対し、He 118は降下角度が50度しかとれず、運動性の面でも見劣りした。その後、エルンスト・ウーデットが操縦してテストを行った際、急降下中に操縦不能になって墜落（ウーデットはパラシュートで脱出した）する事故が発生したこともあり、速度性能では勝っていたHe118は不採用となった。
不採用決定時には試作5号機まで製造されていたが、その後1937年に7機の量産型が技術局から発注され、飛行学校での訓練やテスト用に利用された。

## 日本への輸出
1938年（昭和13年）、不採用決定時までに製造されていた試作機の内、第4号機（V-3）は日本陸軍へ、第5号機（V-4）は日本海軍へ売却された。海軍における略符号はDXHe1。日本陸軍では新型軽爆撃機開発の参考資料として利用し、エンジンの配置方法などが九八式軽爆撃機に生かされることとなった。
また、日本海軍では本機を艦上爆撃機として使用するために適性審査を行ったが、航空母艦上で運用するには機体が大き過ぎた上に運動性も悪かったため採用を見送った。しかし、後の新型艦上爆撃機彗星の開発のための資料となった。
なお、V-3は1938年（昭和13年）7月上旬に、急降下実験中に空中分解事故を起こし墜落。パイロットは殉職している。

## スペック
- 全長： 11.8 m
- 全幅： 15.09 m
- 全高： 4.18 m
- 全備重量： 4,120 kg
- エンジン： ダイムラー・ベンツ DB600C 850 hp × 1
- 最大速度： 394 km/h
- 航続距離： 1,050 km
- 武装
  - 7.92 mm MG 17機関銃(機首固定機銃) × 2、7.92 mm MG 15機関銃(後方旋回機銃) × 1
  - 爆弾 500 kg
- 乗員： 2名